# Капелинш (Санту-Антониу)
Капели́нш (порт. Capelins) — фрегезия (район) в муниципалитете Аландроал округа Эвора в Португалии. Территория — 86,57 км². Население — 673 жителей. Плотность населения — 7,8 чел/км².